# Jinyunpelta
Jinyunpelta („štít z oblasti Jinyun“) byl rod ptakopánvého dinosaura ze skupiny ankylosauridů. Zahrnuje zatím jediný známý druh (J. sinensis), formálně popsaný v roce 2018 týmem čínských paleontologů. Fosilie tohoto býložravého obrněného dinosaura byly objeveny v sedimentech souvrství Liangtoutang na území čínské provincie Če-ťiang. Stáří nálezu je křídové, konkrétně pochází z geologického stupně alb až cenoman (před 125 až 94 miliony let). Jde o prvního a nejlépe dochovaného ankylosaurida z jihu Číny. Dochovaly se také fosilie ocasní palice tohoto dinosaura.

## Zařazení
Provedená fylogenetická analýza ukázala, že Jinyunpelta je vývojově nejprimitivnějším známým zástupcem podčeledi Ankylosaurinae v rámci čeledi Ankylosauridae. Blízce příbuzným taxonem je například další čínský rod Datai a zejména pak rod Huaxiazhoulong.